# ホワイト餃子店

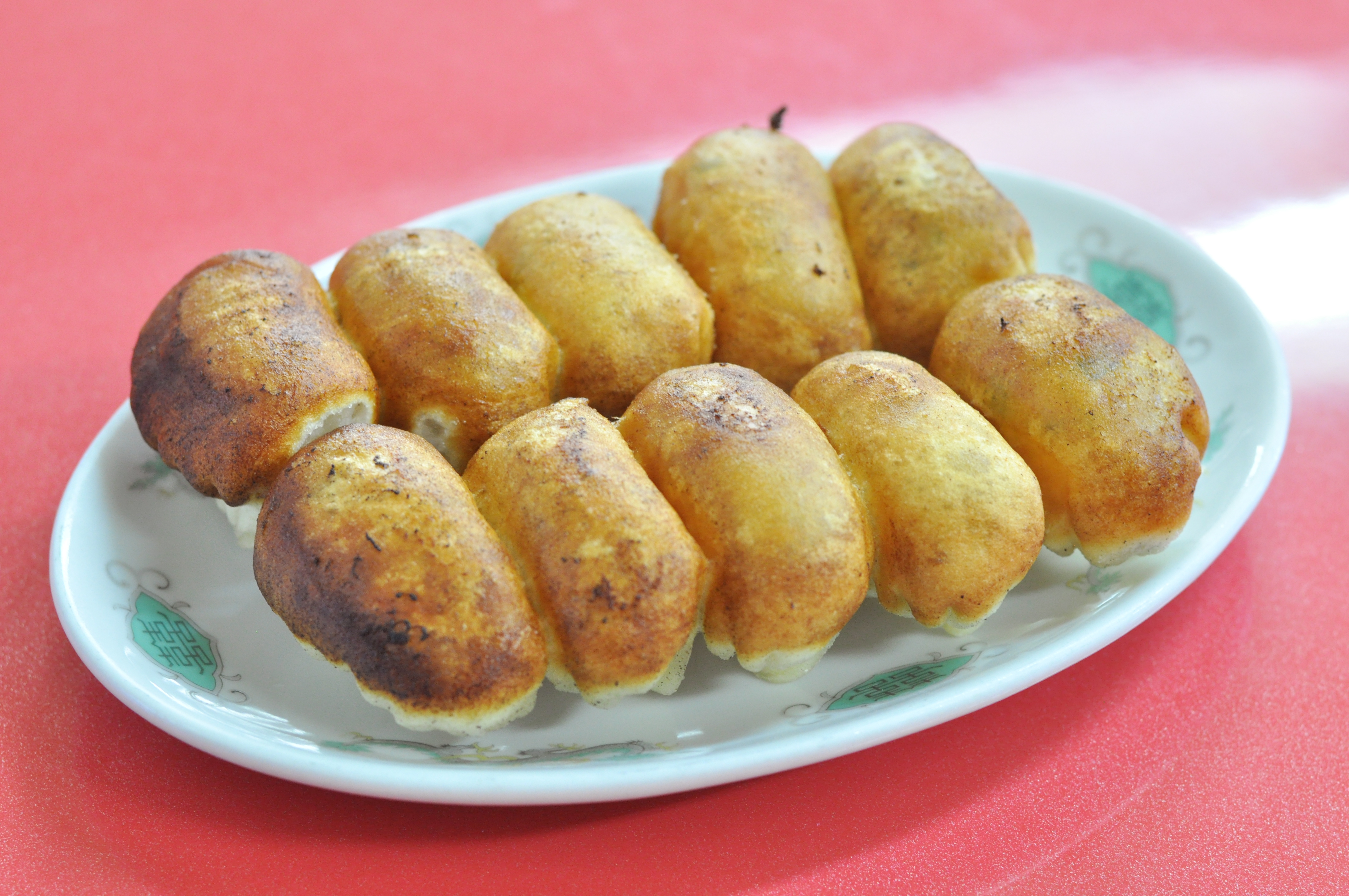
ホワイト餃子1人前（2019年）

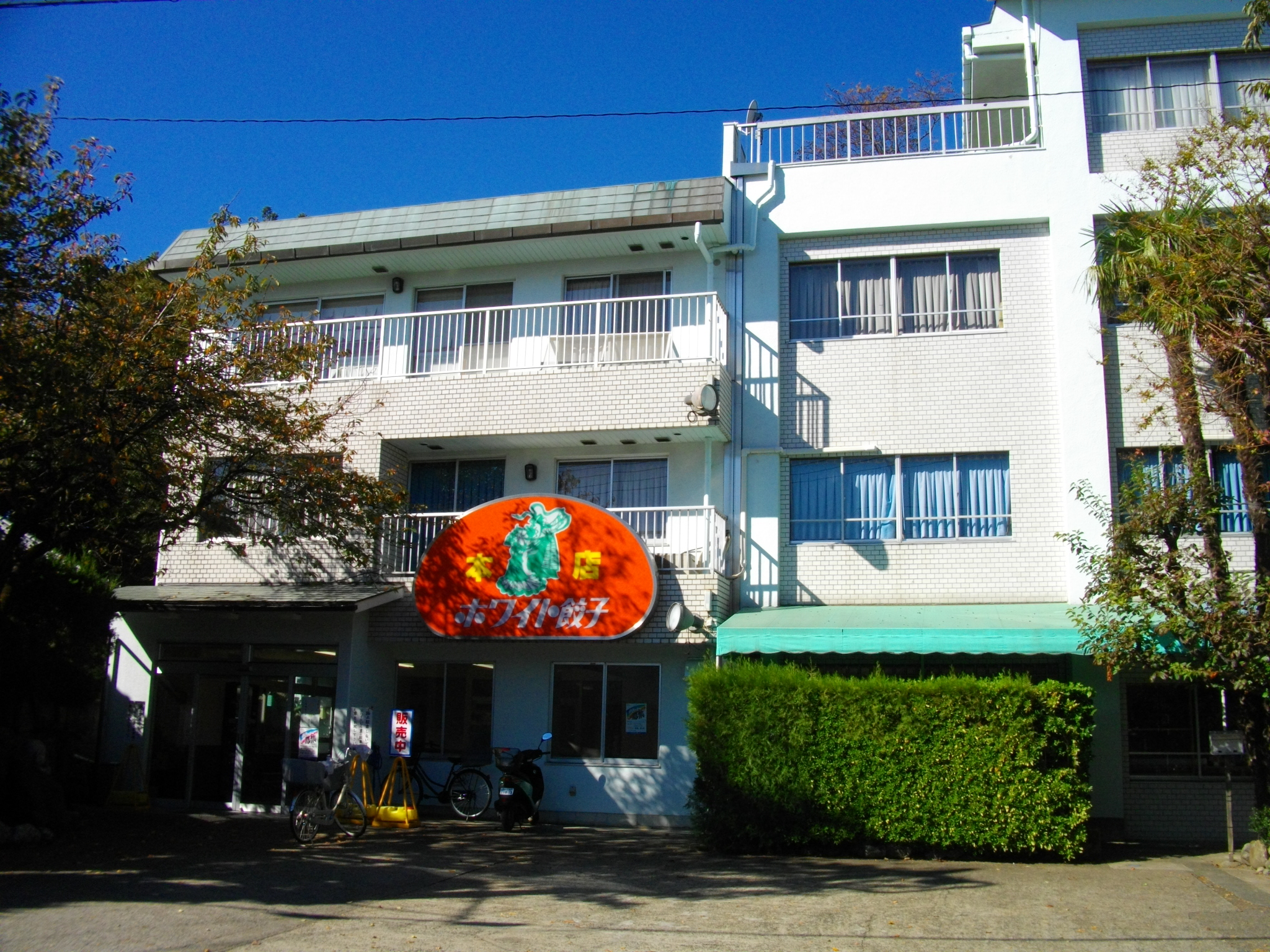
ホワイト餃子本店

ホワイト餃子店（ホワイトぎょうざてん）とは、千葉県野田市に本店を置く野田食品工業株式会社がチェーン店舗展開する餃子専門店。及びその技術連鎖店（技術連鎖店については以下）。

## 概要
1960年創業。
独特の「ホワイト餃子」（後述）を看板メニューとして提供するチェーン店である。「ホワイト餃子」は登録商標となっている。
関東を中心に日本全国に店舗展開をしている。
ホワイト餃子店 野田本店では、イートインは平日の17時から19時までの間にしか営業していない（2021年時点）。
グルメサイトの「SARAH」が行った県別の調査では以下のように第1位を獲得している（調査日付順）。
- ホワイト餃子店 野田本店 - 「千葉県の餃子の人気おすすめランキング」（2022年12月）[1]
- ホワイト餃子 はながさ 本川越店 - 「埼玉県の焼き餃子の名店ランキング」（2023年1月）[5]
- 第7ギョーザ店 - 「石川県の餃子の名店ランキング」（2023年6月）[6]

### 名前の由来
創業者・水谷信一が満州（現在の中国東北部）で白（パイ）という中国人から餃子作りを教わったことから「ホワイト餃子」と名付けられた。
始めは「パイ餃子」にしようと思ったが、色気がないので英語にして「ホワイト餃子」にした。

## 店舗展開
ホワイト餃子にはチェーン本部としての機能を持つ「本店」と、本店で技術指導を受けてのれん分けとして本店経営に準じた経営を行う「支店」がある。本店と支店は餃子専門店である。本店支店とは別に本店で技術指導を受けた店舗もある。
例えば、滋賀県長浜市の茶屋「茶しん」（明治元年創業、提供店舗の駅前本店は昭和30年代開店）は、三代目店主が喫茶の名物料理を探していて「千葉に美味い餃子がある」と聞きつけて本店に足を運び、技術提携を結んでいる。ホワイト餃子は「長浜市民のソウルフード」とも称される。2021年時点では、関西でホワイト餃子を提供する唯一の店舗である。
石川県金沢市の「第7ギョーザの店」は1日に1万個以上のホワイト餃子を売り上げる日もあり、「行列はあまり並ばない金沢市民が並んででも食べたい」と称されるほどの人気店である。

## ホワイト餃子
表面はパリっとしつつも、もっちりとした生地の厚い皮の中に野菜たっぷりの餡が入った焼き餃子である。丸みをおびた俵型の外観が特徴で、見方によっては焼き饅頭とも言える。
作り方の特徴として、フライパンで餃子を茹で、その後に油を注いで焼くことが挙げられる（上述の「茶しん」での作り方も同じ）。